# 深绿马先蒿
深绿马先蒿（学名：Pedicularis atroviridis）是列当科马先蒿属的植物，为中国的特有植物。分布在中国大陆的西藏等地，生长于海拔4,100米的地区，多生在被有苔藓的空旷山坡上，目前尚未由人工引种栽培。